# Matzen Teglværk
A/S Carl Matzens Teglværker, eller Matzen Teglværk, er et dansk teglværk i Egernsund, ved Nybøl Nor i Sønderjylland. Det ejes af et holdingselskab, og producerer teglprodukter under navnet Matzen Tegl

## Historie
Matzen Teglværk er grundlagt i 1750 af en teglmester fra det nærliggende Iller, efter tilladelse fra hertug Frederik af Glücksborg, . 
Teglmesterens datter giftede sig med en Matzen, og teglværket har siden været i familien Matzen's besiddelse.
Siden Genforeningen i 1920 har firmaet produceret for De Forenede Teglværker, der siden 2000 er blevet til 'Egernsund Tegl'.

## Produktion
Teglværket har en kapacitet på 18 millioner sten om året, som produceres af leret umiddelbart ved teglværket, men også op til 13 km derfra. Der produceres forskellige typer af teglsten til facader, og virksomheden har en mindre udstilling på arealet ud mod Havnevej i Egernsund. Der er 12 ansatte i virksomheden (pr. 2012).